# 青木義男 (政治家)
青木 義男（あおき よしお、1916年（大正5年）3月20日 - 1994年（平成6年）12月20日）は、昭和から平成時代の政治家。下田市議（2期）、下田市長（2期）を歴任した。

## 経歴
静岡県賀茂郡南中村（現南伊豆町）下賀茂に農家の長男として生まれた。1930年（昭和5年）、高等小学校を卒業して下田の伊豆電機に入社した。1936年（昭和11年）に名古屋の野砲3連隊に入隊し、陸軍兵学校に入校した。除隊後の1939年（昭和14年）に独立して、双葉電機工業所を創業した。1963年（昭和38年）から1年間、下田市消防団長を務めた。1971年（昭和46年）に下田市議会議員に当選、2期途中の1976年（昭和51年）5月までつとめて辞任した。

### 1976年下田市長選挙
1976年（昭和51年）の下田市長選挙では、保守陣営から当時の現職市長石井基と青木の2名が立候補の動きを見せた。この為、一本化に向けた調整が開始された。その後、5月10日に石井市長が立候補を断念して、自民党に離党届を提出した。これに、下田市議11人が同調した。結果、6月27日の選挙に下田市議会議員から下田市長選挙に自民党推薦で立候補し、300票と僅差で下田市長に当選した。
※当日有権者数：-人 最終投票率：84.91%（前回比：-pts）
| 候補者名 | 年齢 | 所属党派 | 新旧別 | 得票数  | 得票率 | 推薦・支持 |
| -------- | ---- | -------- | ------ | ------- | ------ | ---------- |
| 青木義男 | 60   | 無所属   | 新     | 9,540票 | 50.8%  | 自由民主党 |
| 長友治郎 | 67   | 無所属   | 新     | 9,239票 | 49.1%  | -          |

1980年（昭和55年）の選挙で自民党推薦で立候補して再選を果たし、1984年（昭和59年）7月に退任するまで2期8年つとめ上げた。
この間、海事功労により東海海運局表彰、運輸大臣表彰、藍綬褒章をそれぞれ受けた。また、1986年（昭和61年）秋に造船功労により勲四等瑞宝章を受章した。
1994年（平成6年）12月20日、東京都内の病院にて心筋梗塞のため死去。享年78。